# نور (شهرستان نوریمانوفسکی، باشقیرستان)
نور (انگلیسی: Nur, Nurimanovsky District, Republic of Bashkortostan) یک شهرک در شهرستان نوریمانوفسکی استان باشقیرستان کشور روسیه است.